# Mellum
Mellum es una isla deshabitada de Frisia Oriental que se extiende al sureste de Wangerooge, fuera de los asentamientos costeros de Horumersiel y Schillig, en el norte del país europeo de Alemania.
Mellum se formó como una isla en el extremo de la península de Butjadingen - que dividió los flujos de salida hacia el Mar de Wadden de los ríos Jade y Weser - al final del siglo XIX. Se compone principalmente de dunas y marismas. La influencia de las corrientes marinas y los vientos hace que este en constante alteración en su forma y posición. En 2006 tenía una superficie total de aproximadamente 750 hectáreas (1853 acres).